# Berlin-Schöneweide Betriebsbahnhof
Berlin Schöneweide Betriebsbahnhof (niem. Bahnhof Berlin Schöneweide Betriebsbahnhof) – przystanek kolejowy w Berlinie, w Niemczech, w okręgu Treptow-Köpenick. Znajduje się na linii Berlin – Görlitz.
Obsługuje lokalny ruch pasażerski S-Bahn. 
Według DB Station&Service ma kategorię 4.

## Położenie
Przystanek znajduje się w dzielnicy Niederschöneweide w okręgu Treptow-Köpenick. Centrum Berlina znajduje się w odległości około 12 km w linii prostej na północny zachód. Stacja sąsiaduje z drogą . Stacja Berlin Schöneweide znajduje się około 1,3 kilometra dalej na północny zachód, przystanek Adlershof około 1,9 km na południowy wschód. Stacja znajduje się w strefie taryfowej Berlin B sieci Verkehrsverbund Berlin-Brandenburg.

## Linie kolejowe
- Linia Berlin – Görlitz